# Народно читалище „Тодор Пеев – 1871“
Народното читалище „Тодор Пеев – 1871“ се намира в град Етрополе и е наречено на дееца на българското националноосвободителното движение, журналист, драматург и дипломат Тодор Пеев.
На 7 януари 1871 г. в голямата килия на манастирския метох на „Света Троица“ в града се събират членовете на Тайния революционен комитет на града: Тодор Пеев,  Григор (Гошо) Спасов, Илия Правчанов, Христо Петков, Антон Попдончев, Симеон Златарев, Иван Герчев, Илия Вълчев, свещеник Михаил Арнаудов и игумена на манастира „Варовитец“ („Света Троица“) Хрисант и будни етрополци: Генко Пашов, Цено Христов, Гаврил Банчев, Хино Лазаров, поп Кръстю – Младия и други родолюбиви граждани.
Любителската театрална трупа е съзадена през 1894 г. от група ученици и учители. От 1996 театралният състав приема за патрон своя дългогодишен режисьор-постановчик Михаил Пенчев. Народно читалище „Тодор Пеев – 1871“ е наградено с Св. св. Кирил и Методий – I степен през 1961 г.
| Библиотека                                                                                          |
| Вокална група „Ретротон”                                                                            |
| Творческо студио „Акварели”                                                                         |
| Детска вокална група „Звездица”                                                                     |
| Женска вокална група                                                                                |
| Школа по изкуствата: клас пиано, клас тамбура, народно пеене, подготвителни групи за народни танци. |
| Народен оркестър                                                                                    |
| Вокално-инструментален състав и солисти.                                                            |
| Фолклорен ансамбъл „Балканска младост”                                                              |